# Vlaamse verkiezingen 2014/Kandidatenlijsten/Open Vld
Dit zijn de kandidatenlijsten van Open Vld voor de Vlaamse verkiezingen van 2014. De verkozenen staan vetgedrukt.

## Antwerpen

### Effectieven
1. Bart Somers
2. Martine Taelman
3. Willem-Frederik Schiltz
4. Peter Gysbrechts
5. Tom De Vries
6. Annemie Kempenaers
7. Hans Schoofs
8. Samuel Markowitz
9. Hilde Huygen
10. Jasper Marijnissen
11. Carim Bouzian
12. Roel Van Eetvelt
13. Dany Bosteels
14. Malissa Begtas
15. Peter Schrijvers
16. Lucy Van Hamme
17. Els Empereur
18. Bart Voordeckers
19. Edith Lampo
20. Amber Calewaert
21. Lut Hermans
22. Mesut Yucel
23. Hilde Van Loock
24. Philip De Smet
25. Heidi De Wit
26. Frédéric Heylen
27. Samira Bersoul
28. Jill Vygh
29. Rita Thijs
30. Hilde Hellemans
31. Sofie Smets
32. Eddy Baelemans
33. Koen Helsen

### Opvolgers
1. Anne Van Aperen
2. Tom Ongena
3. Glenn Anne
4. Jessica Van Der Velden
5. Frank Ponsaert
6. Karine Verreth
7. Anthony Pierards
8. Rita Tutelaars
9. Frank Vanwelkenhuysen
10. May Kerckhofs
11. Bavo Anciaux
12. Ann De Cnodder
13. Pol Bruyninckx
14. Sonal Choksi
15. Edwig Van Hooydonck
16. Marleen Vanderpoorten

## Brussels Hoofdstedelijk Gewest

### Effectieven
1. Ann Brusseel
2. Lionel Bajart
3. Aubry Cornelis
4. Laurent Van Der Elst
5. Annik Haegeman
6. Brigitte Gooris

### Opvolgers
1. Franc Bogovic
2. Melody Marino Meganck
3. Jürgen Temmerman
4. Carolien Smalleganghe
5. Reinout Van Hullebus
6. Eva Vanhengel

## Limburg

### Effectieven
1. Marino Keulen
2. Lydia Peeters
3. Frederick Vandeput
4. Meral Ozcan
5. Caroline Penders
6. Guy Schiepers
7. Pascal Vossius
8. Vera Bronckaers
9. Wendy Bollen
10. Ilse Jaspers
11. Anita Persoons-Bullens
12. Daisy Zaenen
13. Eric Awouters
14. Jan Dalemans
15. Bruno Steegen
16. Noël Slangen

### Opvolgers
1. Laurence Libert
2. Hasan Düzgün
3. Sandra Jans
4. Kristof Pirard
5. Ann-Sofie Custers
6. An Goijens
7. Fabienne Coenen
8. Khadija Safdi
9. Steven Coenegrachts
10. Jef Wouters
11. Anneke Guttermann
12. Kathleen Soors
13. Jos Claessens
14. Johan Tollenaere
15. Geert Jansen
16. Jaak Gabriels

## Oost-Vlaanderen

### Effectieven
1. Mathias De Clercq
2. Freya Saeys
3. Jean-Jacques De Gucht
4. Marnic De Meulemeester
5. Rose Desimpel-Leirens
6. Kris Smet
7. Caroline De Padt
8. Annie De Buck-Merville
9. Dirk De Mey
10. Filip Meirhaeghe
11. Mehmet Karanfil
12. Sylvia Van Meirvenne
13. Henri Evenepoel
14. Anneleen De Ruyck
15. Yasmine D'Hanis
16. Peter De Smet
17. Filip Michiels
18. Katty De Jaegher-Mortelmans
19. Anneleen Rimbaut
20. Franki Van De Moere
21. Marc De Lat
22. Patricia Van De Weghe
23. Sonja Ledoux-Helleputte
24. Pascale Adriaens
25. Evy Huyghe
26. Walter Govaert
27. Herman De Croo

### Opvolgers
1. Sas Van Rouveroij
2. Ann Boterdaele
3. Stefan Walgraeve
4. Joke De Swaef
5. Peter Van Hecke
6. Melissa Dooms
7. Kitty Schelfhout
8. Marleen Maenhout
9. Serge Van Den Neucker
10. Yannick Smet
11. Frederic Hesters
12. Lode Bruneel
13. Linda Vanheel-De Backer
14. Geert Eeman
15. Kader Gürbüz
16. Hilde Bruggeman

## Vlaams-Brabant

### Effectieven
1. Gwendolyn Rutten
2. Rik Daems
3. Jo De Ro
4. Gwenny De Vroe
5. Bram Delvaux
6. Tim Herzeel
7. Karla Muylaert
8. Paul Dams
9. Iris Vander Schelde
10. Peter Beerens
11. Thérèse Ekanga
12. Danny Van Goidtsenhoven
13. Liesbeth Devue
14. Marie Van Cauter
15. Filip Moons
16. Hilde Van Overstraeten
17. Melissa Vandenhove
18. Olivier Lesceu
19. Dirk Devroey
20. Irina De Knop

### Opvolgers
1. Daniëlle Vanwesenbeeck
2. Yoeri Vastersavendts
3. Pascale Vanaudenhove
4. Piet Ockerman
5. Sandy Monette
6. Kristof De Cuyper
7. Chantal Denuit
8. Anne Coppens
9. Maggy Mariën
10. Joris Pijpen
11. Thomas De Mey
12. Anne Van Goidsenhoven
13. Patrick Tordeurs
14. Christel Hendrix
15. Mon Fillet
16. Eddie De Block

## West-Vlaanderen

### Effectieven
1. Bart Tommelein
2. Mercedes Van Volcem
3. Francesco Vanderjeugd
4. Arne Vandendriessche
5. Bert Schelfhout
6. Alexander Van Hoecke
7. Hina Bhatti
8. Inge Six
9. Pascale Baert
10. Tiene Castelein
11. Marco Lombaert
12. Ann Degroote
13. Bo Bentein
14. Kathleen Van Der Hooft
15. Stefanie Platteau
16. Daisy Decoene
17. Wim Janssens
18. Valtin Demuynck
19. Stefaan Nuytten
20. Stefaan Vercooren
21. Henk Dejonghe
22. Marleen Schillewaert-Vercruyce

### Opvolgers
1. Emmily Talpe
2. Piet Vandermeersch
3. Romina Vanhooren
4. Michaël Vannieuwenhuyze
5. Chantal Lesage-Ghekière
6. Jean-Marie De Plancke
7. Jessie Vanwalleghem
8. Rita Van Laecke
9. Johan Vanhove
10. Frederik Crul
11. Matthieu Moerenhout
12. Deborah Langbeen
13. Françoise Boedts-Mattheus
14. Anne-Mieke Borra
15. Bart Vandekerckhove
16. Carl Vereecke